# Azzurra Brindisi 1996-1997
La Azzurra Brindisi 1996-1997, prende parte al campionato italiano dilettanti di B di Eccellenza, girone B a 12 squadre. Chiude la stagione regolare al penultimo posto con 5V e 17P, 1616 punti segnati e 1757 punti subiti, nella poule retrocessione è ultima con 4V e 8P, 867 punti fatti e 912 subiti è retrocessa ma viene ripescata.

## Storia
Con la perdita dello sponsor, l’Azzurra Brindisi è costretta a vendere i suoi giocatori migliori e a rivoluzionare il roster. Nelle prime giornate è costretta anche a emigrare a Mesagne per il rifacimento del parquet del PalaPentassuglia.
Vengono ceduti: Giuseppe Frascolla allo Scandone Avellino, Domenico Castellitto al Club Basket Cosenza, Giuseppe Natali alla Emmezeta Rieti, Cristiano Di Serio al Basket Lecce, Andrea Loriga e Giancarlo Zizza al Roseto Basket e Maurizio Greco al Potenza 84. Dal lato acquisti Giovanni Simeone ala-pivot di 2 metri proveniente dal Basket Lecce, Alfredo Dario ala proveniente dal Francavilla e Alex Jordan play di 1,80 rimasto inattivo la stagione precedente. Durante la stagione vengono presi il pivot Gianvito Tinella e la guardia Giuseppe Di Maria dal Francavilla. Migliore marcatore è Giovanni Parisi con 644 punti in 33 partite seguito da Luigi Minghetti con 431 punti e Antonio Labate con 295 punti sempre in 33 partite.

## Roster
| Azzurra Brindisi 1996/1997 | Azzurra Brindisi 1996/1997 |
| Giocatori                  | Staff tecnico              |
| -------------------------- | -------------------------- |

| N. | Naz.              | Ruolo | Nome                | Anno | Alt.   | Peso |  |
| -- | ----------------- | ----- | ------------------- | ---- | ------ | ---- |  |
|    | Italia (bandiera) | C     | Giovanni Giuri      | 1979 | 199 cm |      |  |
|    | Italia (bandiera) | G     | Antonio Labate      | 1977 | 191 cm |      |  |
|    | Italia (bandiera) | G     | Cosimo Corlianò     | 1977 | 188 cm |      |  |
|    | Italia (bandiera) | P     | Giangiovanni Parisi | 1973 | 182 cm |      |  |
|    | Italia (bandiera) | C     | Raffaele Mastrorosa | 1961 | 198 cm |      |  |
|    | Italia (bandiera) | A     | Cristian Ventruto   | 1977 | 197 cm |      |  |
|    | Italia (bandiera) | G     | Luigi Minghetti ()  | 1969 | 190 cm |      |  |
|    | Italia (bandiera) | A     | Francesco Rizzo     | 1977 | 195 cm |      |  |
|    | Italia (bandiera) | AC    | Edoardo Passante    | 1974 | 201 cm |      |  |
|    | Italia (bandiera) | C     | Giovanni Simeone    | 1965 | 196 cm |      |  |
|    | Italia (bandiera) | C     | Gianvito Tinella    | 1975 | 202 cm |      |  |
|    | Italia (bandiera) | G     | Giuseppe De Maria   | 1977 | 193 cm |      |  |
|    | Italia (bandiera) | A     | Alfredo Dario       | 1970 | 195 cm |      |  |
|    | Italia (bandiera) | A     | Alex Jordan         | 1971 | 178 cm |      |  |

| Allenatore                                |
| - Giovanni Rubino                         |
| Assistente/i                              |
| - Eupremio Cozzoli Legenda - (C) Capitano |

## Risultati

### Stagione Regolare
| Arbitri: | Furlotti (Roma) Di Girolamo (Pescara) |

|                                   |       |                                      |
| Parisi 17, Labate 15, Minghetti 8 | Punti | Di Monte 23, Marcovaldi 13, Prati 10 |

| Arbitri: | Vullo (Treviso) Di Franco (Pozzuoli) |

|                                          |       |                                    |
| Lokar 17, Grappasonni, 17, De Ambrosi 13 | Punti | Parisi 25, Simeone 10, Minghetti 9 |

| Arbitri: | Fumagalli (Cantù) Zinzi (Pavia) |

|                                     |       |                                        |
| Parisi 20, Labate 14, Mastrorosa 13 | Punti | Frascolla 24, Zucchi 16, Liberatore 14 |

| Arbitri: | Ramilli (Forlì) Barbieri (Venezia) |

|                                       |       |                                   |
| Parisi 16, Minghetti 11, Mastrorosa 8 | Punti | Meleo 24, Tedeschi 11, Tirelli 10 |

| Arbitri: | Di Girolamo (Pescara) Silvieri (Ferrara) |

|                                   |       |                                    |
| Setti 22, Scabini 14, Maggioni 11 | Punti | Parisi 25, Labate 10, Minghetti 10 |

| Arbitri: | Letizia (Caserta) Di Francia (Pozzuoli) |

|                                  |       |                                      |
| Parisi 29, Minghetti 11, Rizzo 9 | Punti | G. Casalvieri 24, Ricci 15, Tasso 10 |

| Arbitri: | Fusco (Caserta) Capurro (Reggio Calabria) |

|                                    |       |                                      |
| Schisini 23, Ranciaro 17, Secci 13 | Punti | Parisi 15, Minghetti 14, Passante 12 |

| Arbitri: | Vaccarino (Busto Arsizio) Nava (Milano) |

|                                    |       |                                      |
| Minghetti 21, Parisi 17, Labate 12 | Punti | Amoruso 20, Vertaldi 15, Virgilio 11 |

| Campli 13 novembre 1996 9ª giornata                                                                   | Campli | 86 – 60                              | Azzurra Brindisi |  |
| \| \| \| \| \| Zorzi 15, Patricelli 15, Macaro 15 \| Punti \| Minghetti 18, Parisi 15, Passante 10 \| |        |                                      |                  |  |
| |        |                                      |                  |  |
| Zorzi 15, Patricelli 15, Macaro 15                                                                    | Punti  | Minghetti 18, Parisi 15, Passante 10 |                  |  |

| Arbitri: | Mazzanti (Livorno) Ramilli (Forlì) |

|                                    |       |                                      |
| Tortolini 25, Stama 16, Nardone 14 | Punti | Parisi 29, Minghetti 11, Passante 11 |

| Arbitri: | Auriemma (Napoli) Letizia (Caserta) |

|                                    |       |                                     |
| Parisi 30, Minghetti 19, Labate 18 | Punti | Cassi' 27, Passarelli 23, Bonino 15 |

| Arbitri: | Moscarello (Bergamo) Zinzi (Pavia) |

|                                            |       |                                      |
| Mastroianni 20, Marcovaldi 18, Di Monte 11 | Punti | Minghetti 10, Simeone 10, Passante 8 |

| Arbitri: | Carli (Cervia) Di Paolo (Sulmona) |

|                                      |       |                                          |
| Minghetti 16, Passante 14, Parisi 12 | Punti | De Ambrosi 25, Feliciangeli 18, Lokar 14 |

| Arbitri: | Torresani (Milano) Bombino (Milano) |

|                                        |       |                                    |
| Frascolla 24, Pavone 20, Liberatori 13 | Punti | Parisi 26, Simeone 12, Minghetti 9 |

| Arbitri: | Urzi (Livorno) Seghetti (Livorno) |

|                                |       |         |
| Meleo 19, Tirelli 12, Luini 10 | Punti | Dario 8 |

| Arbitri: | Auriemma (Napoli) Carulli (Messina) |

|                                   |       |                               |
| Minghetti 15, Dario 13, Labate 10 | Punti | Coppari 22, Coen 15, Setti 12 |

| Arbitri: | Gori (Carmignano) Sorato (Mestre) |

|                                  |       |                                  |
| Tasso 19, Ricci 18, Schilardi 12 | Punti | Parisi 32, Dario 17, Passante 15 |

| Arbitri: | Di Girolamo (Pescara) Di Paolo (Chieti) |

|                                      |       |                       |
| Labate 26, Minghetti 21, Passante 20 | Punti | Schiffini 13, Carta 8 |

| Arbitri: | Capurro (Reggio Calabria) Fusco (Caserta) |

|                                    |       |                                      |
| Mayer 28, Vertaldi 20, Virgilio 14 | Punti | Ventruto 19, Parisi 18, Minghetti 14 |

| Arbitri: | Torresani (Milano) Moscarello (Bergamo) |

|                                  |       |                                 |
| Minghetti 11, Parisi 9, Labate 9 | Punti | Vella 14, Zanatta 12, Furigo 11 |

| Arbitri: | Sorato (Mestre) Gori (Carmignano) |

|                                    |       |                                  |
| Parisi 31, Labate 19, Minghetti 10 | Punti | Guerci 19, Stama 16, Pedicone 15 |

| Arbitri: | Polizzi (Trapani) Paternicò (Enna) |

|                                       |       |                                   |
| Passarelli 19, Cipolat 16, Cattani 15 | Punti | Parisi 20, Minghetti 16, Dario 15 |

### Poule Retrocessione
| Arbitri: | Carli (Cervia) De Socio (Bologna) |

|                                  |       |                                      |
| Bonetto 25, Palucci 20, Cagni 17 | Punti | Parisi 21, Minghetti 14, Passante 13 |

| Arbitri: | Frabetti (Bologna) Sivieri (Ferrara) |

|                                      |       |                                    |
| Minghetti 14, Parisi 11, Ventruto 10 | Punti | Vella 13, Cappella 11, Cartucci 11 |

| Arbitri: | Vaccarini (La Spezia) Rambelli (Bagnocavallo) |

|                               |       |                                          |
| Piterno 17, Gamba 17, Paci 11 | Punti | Mastrorosa 13, Minghetti 12, Passante 11 |

| Arbitri: | Di Francia (Pozzuoli) Di Paolo (Chieti) |

|                                  |       |                                   |
| Bon 29, Droker 16, Lorenzetti 14 | Punti | Parisi 28, Passante 18, Labate 12 |

| Arbitri: | Turri (Milano) Vaccarino (Busto Arsizio) |

|                                    |       |                                   |
| Minghetti 15, Ventruto 8, Labate 8 | Punti | Carchia 19, Muyango 17, Calamia 9 |

| Arbitri: | Furlotti (Roma) Di Palo (Sulmona) |

|                                    |       |                                      |
| Vertaldi 22, Mayer 19, Virgilio 13 | Punti | Parisi 21, Passante 15, Minghetti 12 |

| Arbitri: | Auriemma (Napoli) Fusco (Caserta) |

|                                   |       |                        |
| Parisi 27, Minghetti 12, Labate 8 | Punti | Bonetto 23, Palucci 21 |

| Arbitri: | Ramilli (Forlì) Sardella (Rimini) |

|                                      |       |                                     |
| Zorzi 17, Patricelli 16, Cappella 12 | Punti | Parisi 33, Minghetti 12, Ventruto 8 |

| Arbitri: | Di Girolamo (Pescara) Di Paolo (Sulmona) |

|                                      |       |                               |
| Parisi 30, Ventruto 14, Minghetti 13 | Punti | Piperno 27, Gamba 18, Paci 11 |

| Arbitri: | Corti (Sesto San Giovanni) Moscarello (Bergamo) |

|                                    |       |                                   |
| Minghetti 25, Parisi 19, Labate 17 | Punti | Giusti 17, Colò 16, Lorenzetti 15 |

| Arbitri: | Vallarini (La Spezia) Gori (Carmignano) |

|                                      |       |                                     |
| Jacomuzzi 19, Muyango 16, Trevisan 9 | Punti | Dario 20, Passante 12, Minghetti 11 |

| Arbitri: | Fumagalli (Cantù) Zinzi (Pavia) |

|                                |       |                                        |
| Parisi 21, Dario 12, Jordan 11 | Punti | Virgilio 18, Vertaldi 10, Angelucci 10 |

## Statistiche

### Statistiche di squadra
| Competizione                        | Punti | In casa | In casa | In casa | In casa | In casa | In trasferta | In trasferta | In trasferta | In trasferta | In trasferta | Totale | Totale | Totale | Totale | Totale | Totale |
| Competizione                        | Punti | G       | V       | P       | PF      | PS      | G            | V            | P            | PF           | PS           | G      | V      | P      | PF     | PS     | DIF    |
| ----------------------------------- | ----- | ------- | ------- | ------- | ------- | ------- | ------------ | ------------ | ------------ | ------------ | ------------ | ------ | ------ | ------ | ------ | ------ | ------ |
| B di Eccellenza Stagione regolare   | 10    | 11      | 3       | 8       | 862     | 855     | 11           | 2            | 9            | 754          | 902          | 22     | 5      | 17     | 1616   | 1757   | -141   |
| B di Eccellenza Poule retrocessione | 8     | 6       | 4       | 2       | 437     | 416     | 6            | 0            | 6            | 430          | 496          | 12     | 4      | 8      | 867    | 912    | -45    |
| TOTALE                              | 18    | 17      | 7       | 10      | 1299    | 1271    | 17           | 2            | 15           | 1184         | 1398         | 34     | 9      | 25     | 2483   | 2669   | -186   |

### Statistiche dei giocatori
| Giocatore      | Generali | Generali | Generali | Generali | Tiri liberi | Tiri liberi | Tiri liberi | Tiri da due | Tiri da due | Tiri da due | Tiri da tre | Tiri da tre | Tiri da tre | Tiri Totale | Tiri Totale | Tiri Totale | Rimbalzi | Rimbalzi | Rimbalzi | Palle | Palle | Stoppate | Val    | Medie | Medie |
| Giocatore      | PG       | PTI      | MIN      | AS       | Rea         | Ten         | %           | Rea         | Ten         | %           | Rea         | Ten         | %           | Rea         | Ten         | %           | Dif      | Off      | Tot      | Per   | Rec   | Dat      | Totale | Pun   | Val   |
| -------------- | -------- | -------- | -------- | -------- | ----------- | ----------- | ----------- | ----------- | ----------- | ----------- | ----------- | ----------- | ----------- | ----------- | ----------- | ----------- | -------- | -------- | -------- | ----- | ----- | -------- | ------ | ----- | ----- |
| G. Parisi      | 32       | 637      | 1114     | 27       | 174         | 224         | 77,7        | 110         | 232         | 47,4        | 81          | 210         | 38,6        | 191         | 442         | 43,2        | 66       | 10       | 76       | 89    | 104   | 0        | 454    | 19,9  | 14,2  |
| L. Minghetti   | 32       | 424      | 1022     | 5        | 105         | 137         | 76,6        | 116         | 232         | 50,0        | 29          | 80          | 36,2        | 145         | 312         | 46,5        | 67       | 32       | 99       | 41    | 52    | 3        | 343    | 13,2  | 10,7  |
| A. Labate      | 32       | 291      | 817      | 4        | 64          | 99          | 64,6        | 88          | 189         | 46,6        | 17          | 59          | 28,8        | 105         | 248         | 42,3        | 63       | 15       | 78       | 53    | 80    | 2        | 224    | 9,1   | 7,0   |
| E. Passante    | 32       | 277      | 874      | 2        | 74          | 97          | 76,3        | 100         | 190         | 52,6        | 1           | 2           | 50,0        | 101         | 192         | 52,6        | 125      | 50       | 175      | 80    | 53    | 2        | 315    | 8,7   | 9,8   |
| R. Mastrorosa  | 30       | 185      | 671      | 5        | 37          | 58          | 63,8        | 71          | 141         | 50,4        | 2           | 2           | 100,0       | 73          | 143         | 51,0        | 67       | 34       | 101      | 49    | 25    | 7        | 183    | 6,2   | 6,1   |
| C. Ventruto    | 30       | 158      | 513      | 1        | 36          | 46          | 78,3        | 58          | 124         | 46,8        | 2           | 16          | 12,5        | 60          | 140         | 42,9        | 40       | 37       | 77       | 37    | 35    | 4        | 148    | 5,3   | 4,9   |
| A. Dario       | 24       | 144      | 424      | 3        | 33          | 51          | 64,7        | 42          | 84          | 50,0        | 9           | 35          | 25,7        | 51          | 119         | 42,9        | 37       | 27       | 64       | 23    | 17    | 1        | 120    | 6,0   | 5,0   |
| G. Simeone     | 27       | 127      | 498      | 1        | 17          | 33          | 51,6        | 55          | 139         | 39,6        | 0           | 3           | 0           | 55          | 142         | 38,7        | 54       | 30       | 84       | 34    | 14    | 2        | 91     | 4,7   | 3,4   |
| F. Rizzo       | 24       | 69       | 235      | 5        | 15          | 25          | 60,0        | 27          | 56          | 48,2        | 0           | 2           | 0,0         | 27          | 58          | 46,6        | 33       | 11       | 44       | 17    | 14    | 2        | 76     | 2,9   | 3,2   |
| A. Jordan      | 28       | 53       | 274      | 5        | 10          | 14          | 71,4        | 5           | 16          | 31,2        | 11          | 38          | 28,9        | 16          | 54          | 29,6        | 11       | 4        | 15       | 23    | 17    | 0        | 25     | 1,9   | 0,9   |
| G. De Maria    | 4        | 23       | 62       | 1        | 3           | 3           | 100,0       | 7           | 10          | 70,0        | 2           | 4           | 50,0        | 9           | 14          | 64,3        | 5        | 5        | 10       | 7     | 5     | 0        | 27     | 5,75  | 6,75  |
| G. Tinella     | 13       | 19       | 86       | 0        | 3           | 4           | 75,0        | 8           | 17          | 47,1        | 0           | 0           | 0           | 8           | 17          | 47,1        | 21       | 3        | 24       | 6     | 5     | 0        | 33     | 1,5   | 2,5   |
| C. Corlianò    | 19       | 18       | 102      | 2        | 4           | 15          | 26,7        | 7           | 18          | 38,9        | 0           | 0           | 0           | 7           | 18          | 38,9        | 1        | 6        | 7        | 9     | 9     | 0        | 5      | 0,9   | 0,3   |
| G. Giuri       | 2        | 4        | 8        | 0        | 0           | 0           | 0           | 2           | 2           | 100,0       | 0           | 0           | 0           | 2           | 2           | 100,0       | 1        | 2        | 3        | 2     | 0     | 0        | 5      | 2,0   | 2,5   |
| TOTALE SQUADRA | 32       | 2429     | 6700     | 61       | 575         | 806         | 71,3        | 696         | 1450        | 48,0        | 154         | 451         | 34,1        | 850         | 1901        | 44,7        | 591      | 266      | 857      | 470   | 430   | 24       | 2049   | 75,9  | 64,0  |

- la partita Viterbo-Azzurra 74-44 e il 2° supplementare tra Azzurra Brindisi-Ragusa 101-103 (75-75/91-91) non sono compresi nei dati

## Fonti
- La Gazzetta del Mezzogiorno
- Il Quotidiano di Puglia
- Guida ai campionati di basket LNP 1998